# نیسکایونا (حوزه سرشماری)، نیویورک
نیسکایونا (به انگلیسی: Niskayuna) یک منطقهٔ مسکونی در ایالات متحده آمریکا است که در شهرستان اسکنکتدی، نیویورک واقع شده‌است. نیسکایونا ۲٫۶ کیلومتر مربع مساحت و ۴٬۸۵۹ نفر جمعیت دارد و ۸۹ متر بالاتر از سطح دریا واقع شده‌است.